# Blechnum marquesense
Blechnum marquesense là một loài dương xỉ trong họ Blechnaceae. Loài này được Christenh. mô tả khoa học đầu tiên năm 2011.
Danh pháp khoa học của loài này chưa được làm sáng tỏ. 